# Manobia brunnea
Manobia brunnea es una especie de insecto coleóptero de la familia Chrysomelidae. Fue descrita en 1993 por Medvedev.